# Educandário Sagrada Família
O Educandário Sagrada Família é um imóvel localizado no Ipiranga. Foi construído no final do século XIX e projetado pelo escritório do renomado arquiteto Ramos de Azevedo. A estrutura apresenta características da arquitetura neoclássica, que foram típicas na cidade durante o  período. O terreno do imóvel foi doado pelo Conde José Vicente de Azevedo para a construção de uma instituição assistencial destinada às filhas de ex-escravos.
Em 2007 conjunto de prédios foi tombado como patrimônio histórico e cultural da cidade de São Paulo pelo Conpresp (Conselho Municipal de Preservação do Patrimônio Histórico, Cultural e Ambiental da Cidade de São Paulo). Para que o prédio fosse tombado, os técnicos do DPH (Departamento de Patrimônio Histórico) fizeram estudos e avaliações a respeito da edificação, levando em conta o contexto histórico, social e todas as características arquitetônicas presentes. Após isso, concluiu-se que o prédio é um remanescente das antigas instituições assistenciais e de ensino da que foram construídas na região no século XIX. Além disso, o Educandário é um dos marcos da primeira ocupação do bairro do Ipiranga.

## História

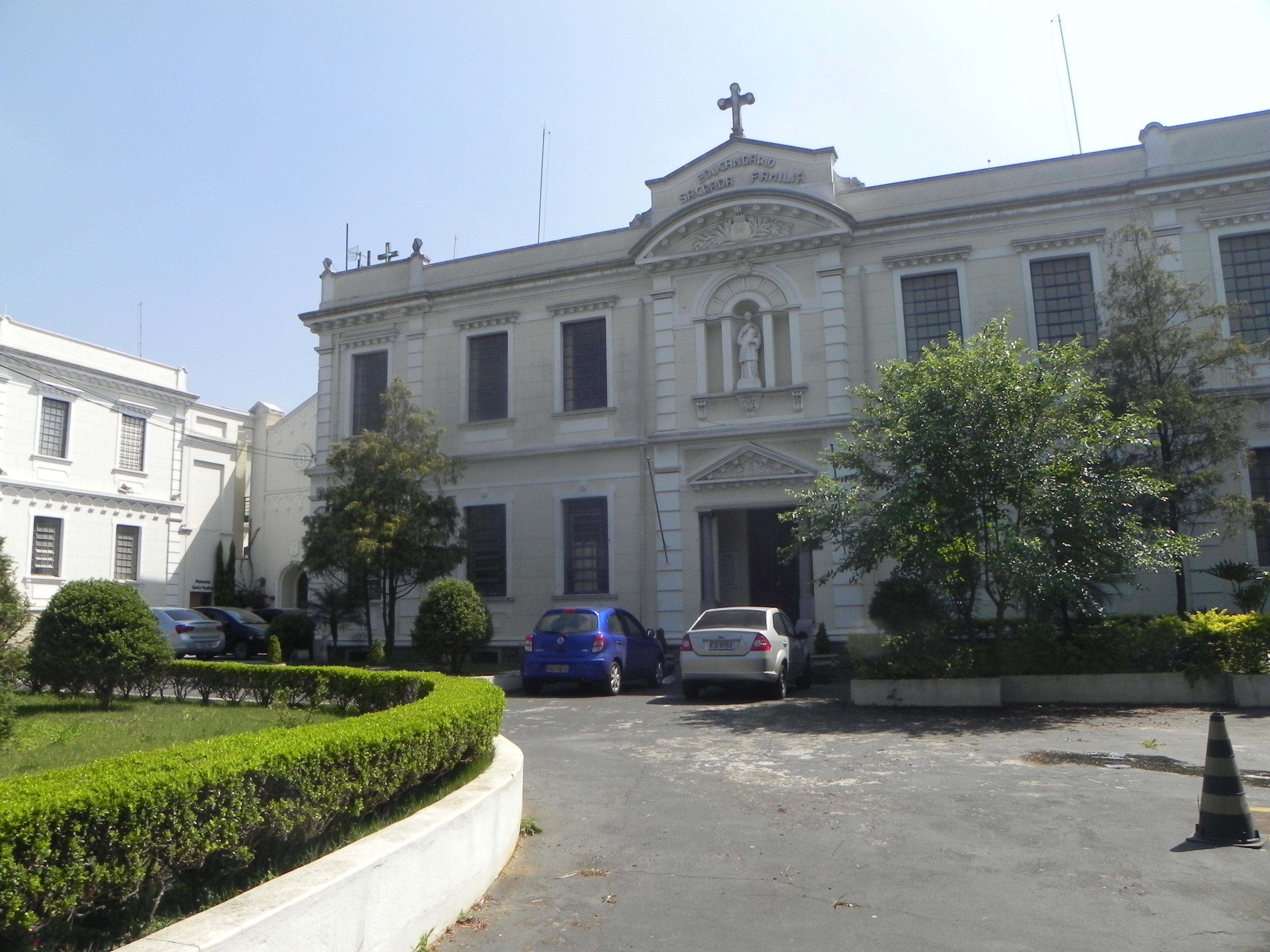
Pátio do Educandário Sagrada Família

### Contexto histórico
A criação e construção do Educandário Sagrada Família está ligada ao contexto histórico do final do século XIX e começo do século XX. Durante esse período, a cidade de São Paulo passou por grandes transformações econômicas e sociais. Essas mudanças aconteceram principalmente pela construção da estrada de ferro São Paulo Railway, importante para a expansão e progresso da cidade.
Com as estradas de ferro, a venda do café foi facilitada e a economia cafeeira progrediu. São Paulo passa a ser então a metrópole do café. Diante disso e do processo de industrialização que ganhava força na cidade, regiões periféricas como a Mooca, Brás, Cambuci, Belém e Ipiranga começaram a ser ocupados pela classe operária, composta por imigrantes de origem europeia e ex-escravos.

### Conde José Vicente de Azevedo

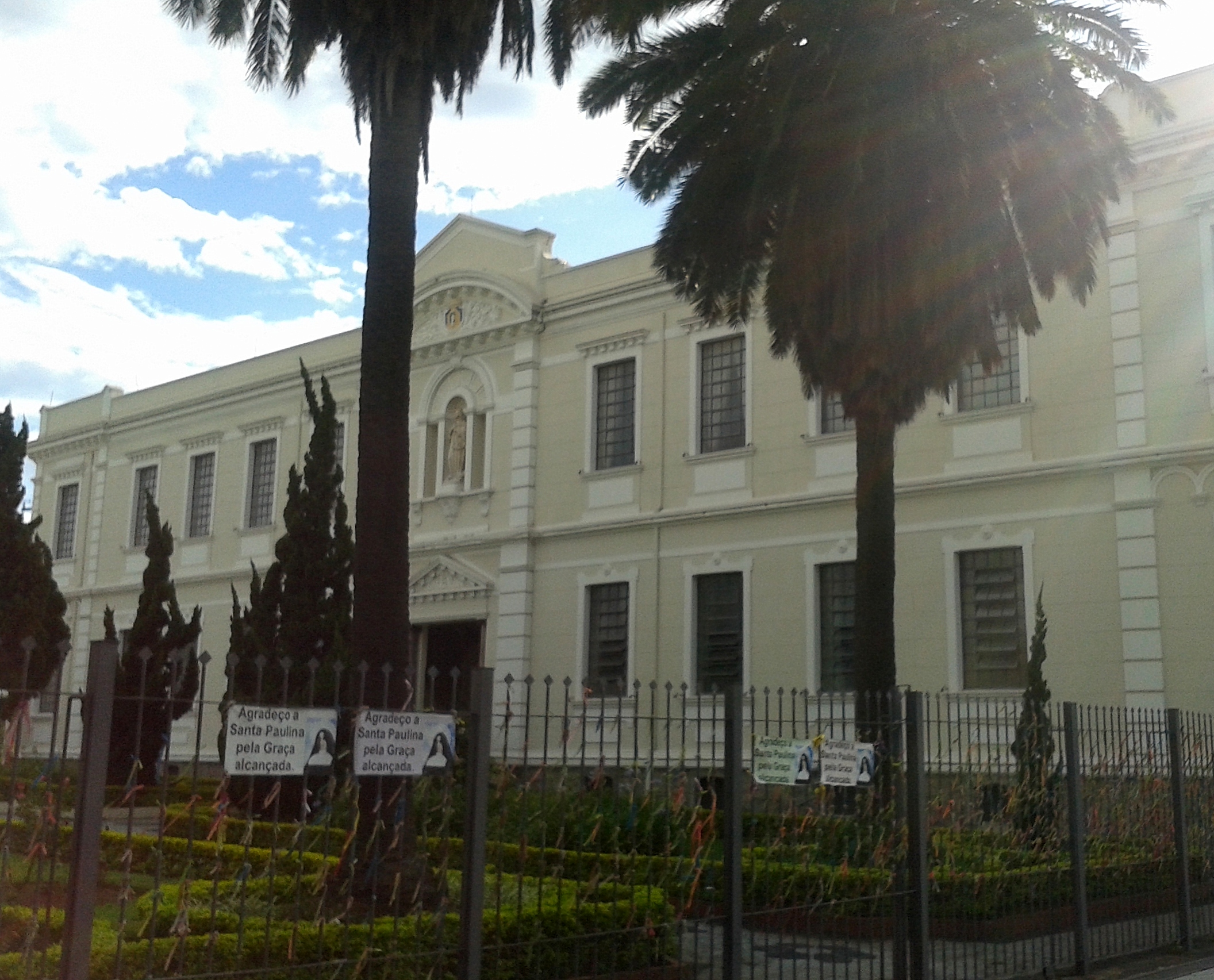
Pátio do Educandário Sagrada Família

Perante à expansão urbana e as grandes mudanças que São Paulo passava no período, a ação filantrópica e assistencial do Conde José Vicente de Azevedo destacou-se. Ele possuía uma propriedade de terras localizada na colina do Ipiranga, sítio histórico da independência. Ali, desenvolveu seu trabalho em parceria com a Igreja Católica e deu início ao trabalho de filantropia na cidade. Baseado em princípios cristãos, o Conde José Vicente de Azevedo construiu, entre 1895 e 1938, uma série de instituições assistenciais e de ensino para amparar aquela região que passava a preocupar a Igreja pela crescente quantidade de operariado fabril no bairro.
O primeiro imóvel construído por Azevedo foi o Internato Nossa Senhora Auxiliadora do Ipiranga, uma instituição assistencial destinada à meninas órfãs de famílias que antes foram abastadas, cuja principal finalidade era ensinar desde a educação primária até prendas domésticas e profissionais. Foi a partir dessa instituição, que o Educandário Sagrada Família surgiu na mesma região.

### O Educandário

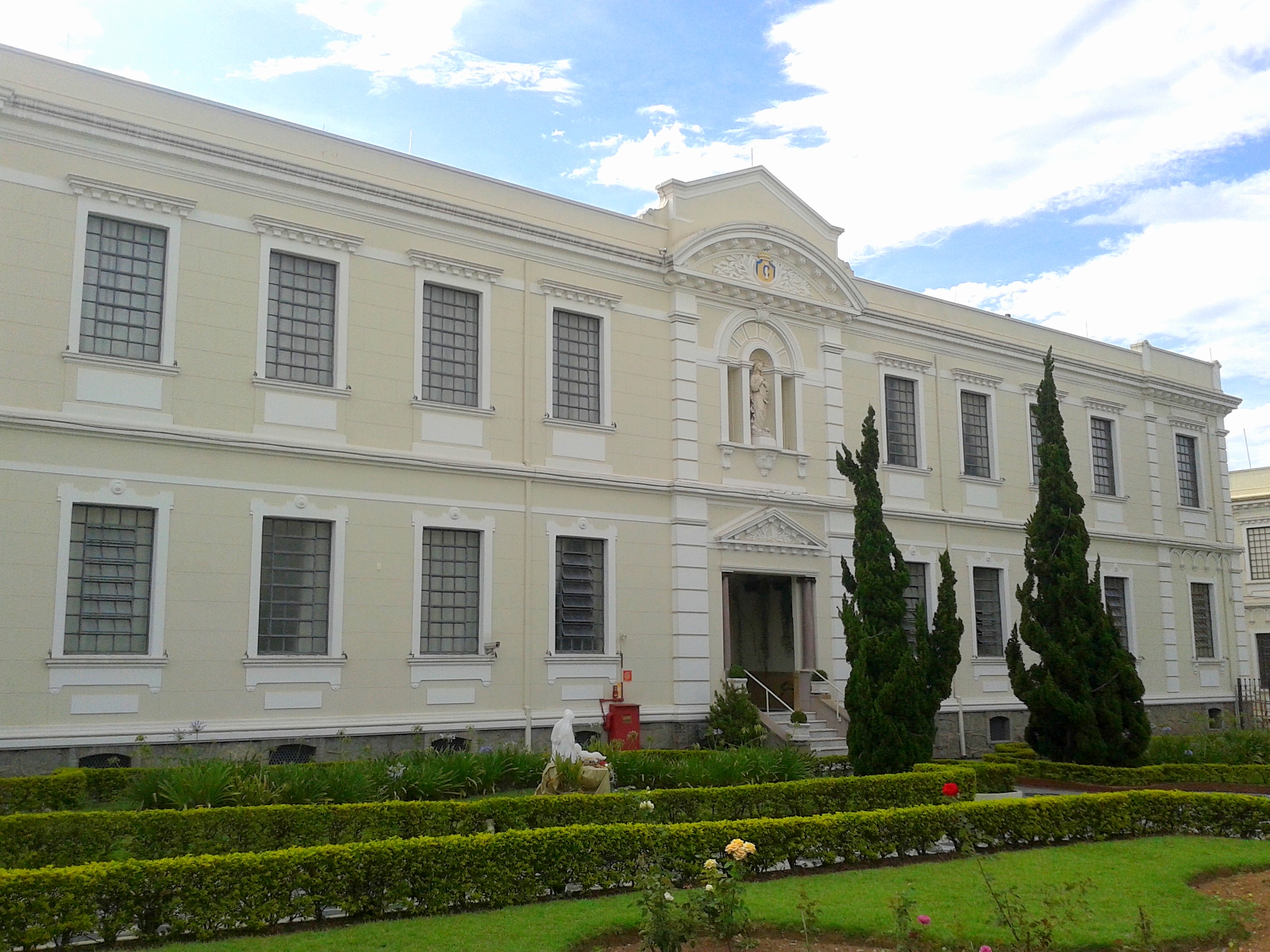
Um dos prédios e jardim do Educandário Sagrada Família

Após a fundação do Internato Nossa Senhora do Ipiranga para meninas órfãs, o Conde José Vicente de Azevedo preocupou-se em dedicar a filantropia aos ex-escravos e às crianças filhas dos mesmos. Para isso, idealizou a construção de uma instituição que seria focada no amparo à família dos antigos escravos. Foi então que surgiu o Educandário Sagrada Família e, consequentemente, Instituição da Sagrada Família, responsável pela administração do local. A principal missão do Educandário era o cuidado, proteção, amparo e educação de meninas pobres e descendentes dos antigos escravos.
“Sagrada Família” foi o nome escolhido tanto para a instituição quanto para o Educandário por conta da existência de uma antiga capela localizada nas terras da propriedade do Conde que fazia homenagem à Sagrada Família.
Inicialmente, o projeto era criar um complexo de instituições que funcionariam como uma espécie de casas-asilos dedicadas aos ex-escravos e uma escola agrícola para seus filhos e descendentes. O futuro dos antigos escravos era uma preocupação ao Conde.
Porém, o projeto não foi concretizado com todas as características iniciais e Azevedo retomou-o em 1903. Foi feito um acordo entre o Bispo D. Antonio C. de Alvarenga (Antônio Cândido Alvarenga), as Irmãzinhas da Imaculada Conceição e o jesuíta padre L.Rossi. A partir disso, além do Educandário Sagrada Família, foram criadas casas-asilo para idosos ex-escravos e um projeto de educação voltado para meninas negras.
Foi em fevereiro de 1903 que a instituição passou a ser administrada pela Congregação das Irmãzinhas da Imaculada Conceição e sob o comando delas segue até hoje. A congregação foi fundada por Madre Paulina, superior das irmãs. Antes, o local era coordenado pelas Irmãs da Divina providência, que deixaram o local por complicações.

## Características arquitetônicas

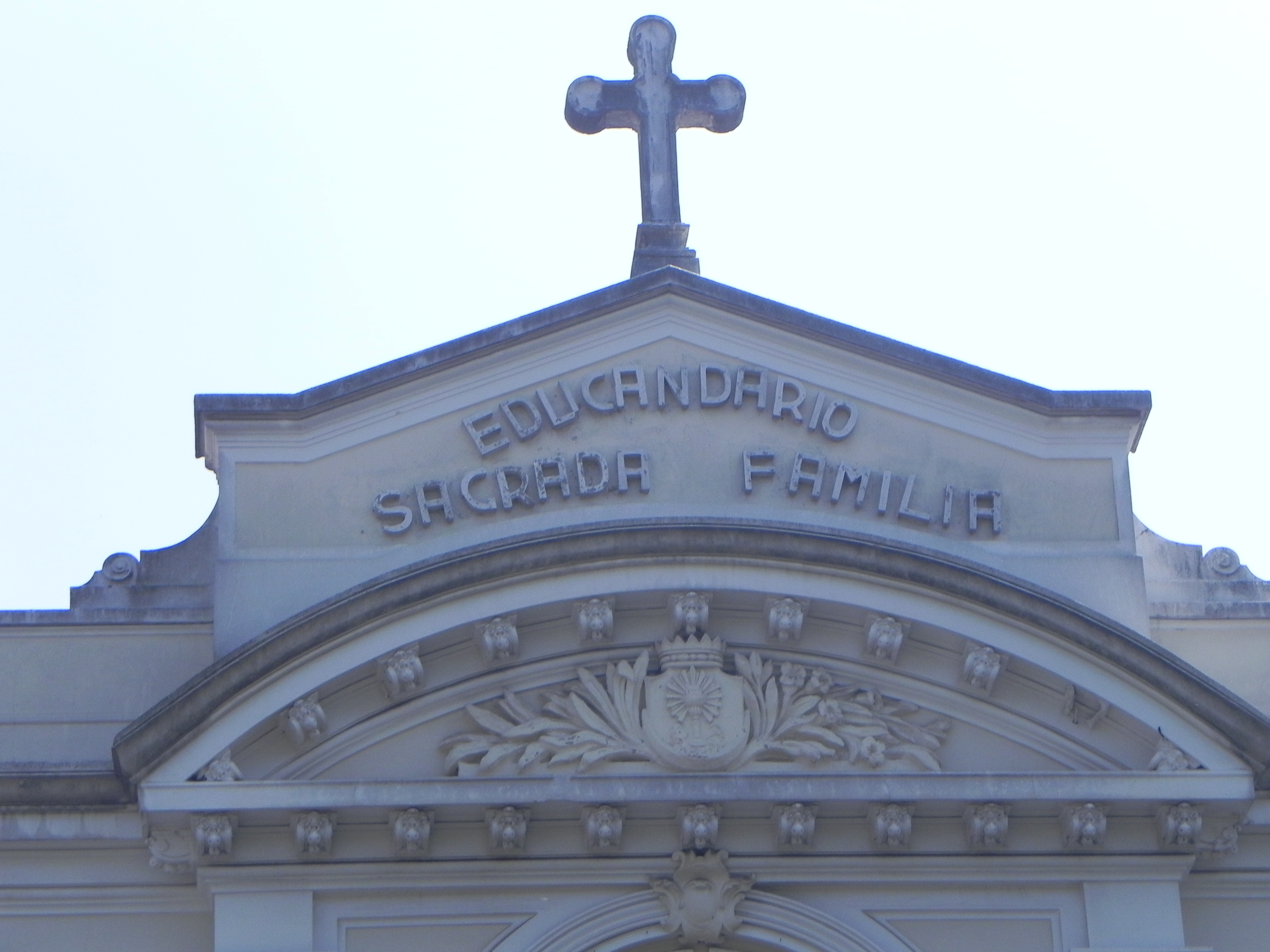
Ornamentos na fachada do Educandário Sagrada Família

O projeto arquitetônico do imóvel foi de autoria do conceituado escritório do arquiteto Ramos de Azevedo, também responsável por obras como o Teatro Municipal de São Paulo e a Escola Normal Caetano de Campos. O conjunto arquitetônico é formado por dois prédios e uma capela e apresenta influências da arquitetura neoclássica. É composto por dois volumes, que são as edificações laterais. A ligação entre esses volumes simétricos é feita por uma capela, no centro do conjunto. Em frente ao imóvel, há um jardim e uma área de passeio, que também foram tombadas. Algumas características neoclássicas podem ser observadas na fachada do edifício, como abóbadas, cúpula, platibanda e ornamentos. A Arquitetura do neoclassicismo ganha força no Brasil no mesmo período de mudanças sociais e econômicas decorrentes da industrialização, das estradas de ferro, da imigração e dos bairros que começam a ser planejados.
Além do Educandário Sagrada Família, outros imóveis projetados por Ramos de Azevedo na cidade de São Paulo tiveram o uso de características arquitetônicas do Neoclassicismo no processo de construção. A utilização dessas características foi uma importante contribuição para a implantação do viria a ser chamado futuramente de belle époque paulistana.

## Significado histórico e cultural

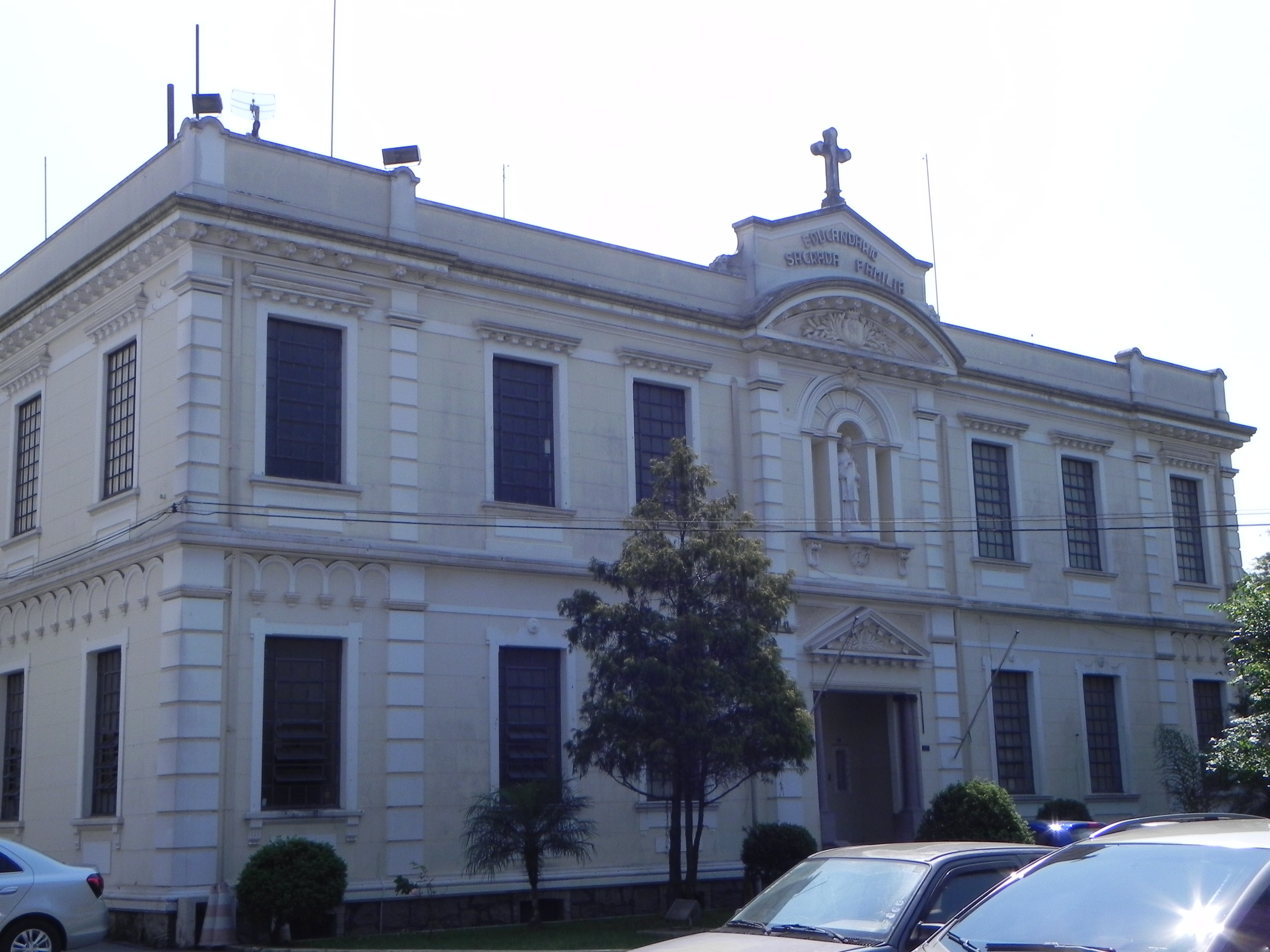
Lateral do prédio Educandário Sagrada Família

O Educandário Sagrada Família apresenta significado histórico, cultural e arquitetônico para a formação e construção da cidade de São Paulo, representando também parte da memória afetiva do bairro do Ipiranga na medida em que o imóvel está ligado à vida dos moradores daquela região. A principal importância histórica e também cultural do Educandário Sagrada Família está no fato da construção do prédio estar ligada à primeira ocupação do bairro do Ipiranga no final do século XIX, em meados de 1890. Também é um dos poucos remanescentes das instituições assistenciais e de ensino que marcaram o período. Além disso, as cinzas da primeira santa brasileira, Santa Paulina, estão na Capela da "Sagrada Família e Santa Paulina" - também tombada com o conjunto arquitetônico.

## Tombamento

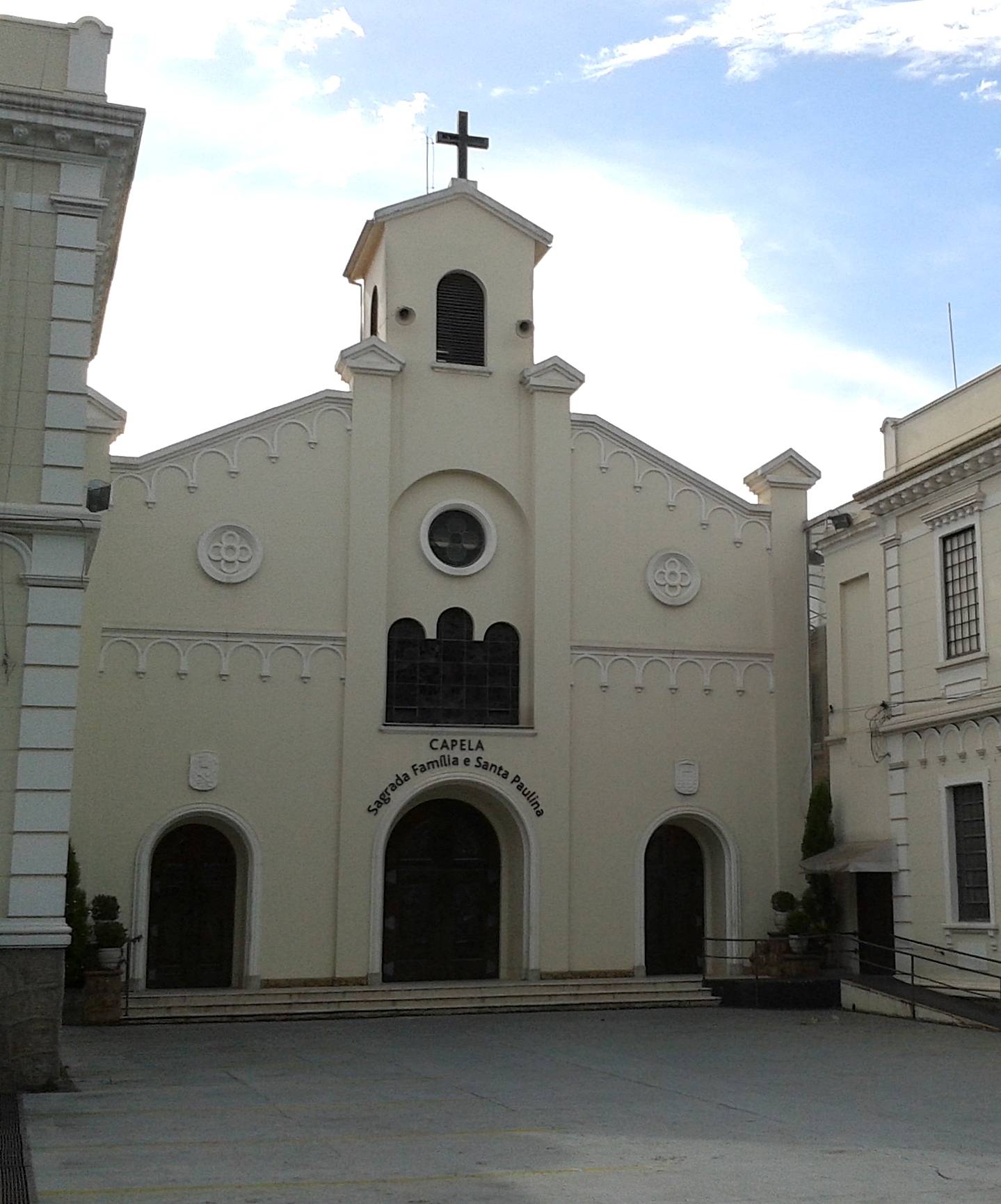
Capela "Sagrada Família e Santa Paulina"

Em março de 1992 foi aberto o processo de tombamento do Educandário Sagrada Família e de mais oito bens culturais devido ao valor histórico e cultural presente. Após 15 anos de estudo e tramitação, em maio de 2007, o Educandário foi tombado como patrimônio histórico e cultural da cidade de São Paulo em um conjunto de 12 imóveis remanescentes de das antigas instituições assistenciais e de ensino localizadas no Ipiranga. São eles: Educandário Sagrada Família, Internato Nossa Senhora Auxiliadora, Antigo Noviciado Nossa Senhora das Graças Irmãs Salesianas, Antigo Grupo Escolar São José, Instituto Cristóvão Colombo, Seminário João XXIII, Clínica Infantil do Ipiranga, Seminário Central do Ipiranga, Instituto Padre Chico, Antigo Juvenato Santíssimo Sacramento, Instituto Maria Imaculada e Colégio São Francisco Xavier.
O Conpresp analisou e determinou o tombamento desses 12 imóveis pela importância que representam tanto para a história do bairro quanto para a cidade. Os bens também apresentam valor arquitetônico, paisagístico, ambiental, cultural. Esses imóveis marcam a primeira ocupação do Ipiranga, final do século XIX, nas áreas da antiga propriedade do Conde José Vicente de Azevedo. Além disso, foram tombados com o objetivo de resgatar e preservar o significado que possuem para o bairro.
No caso do Educandário Sagrada Família, o tombamento exige que as características arquitetônicas externas à Capela e aos prédios laterais sejam preservadas, assim como a configuração do espaço, que é determinada pela relação entre os jardins e passeio e o conjunto de prédios.

## Estado atual

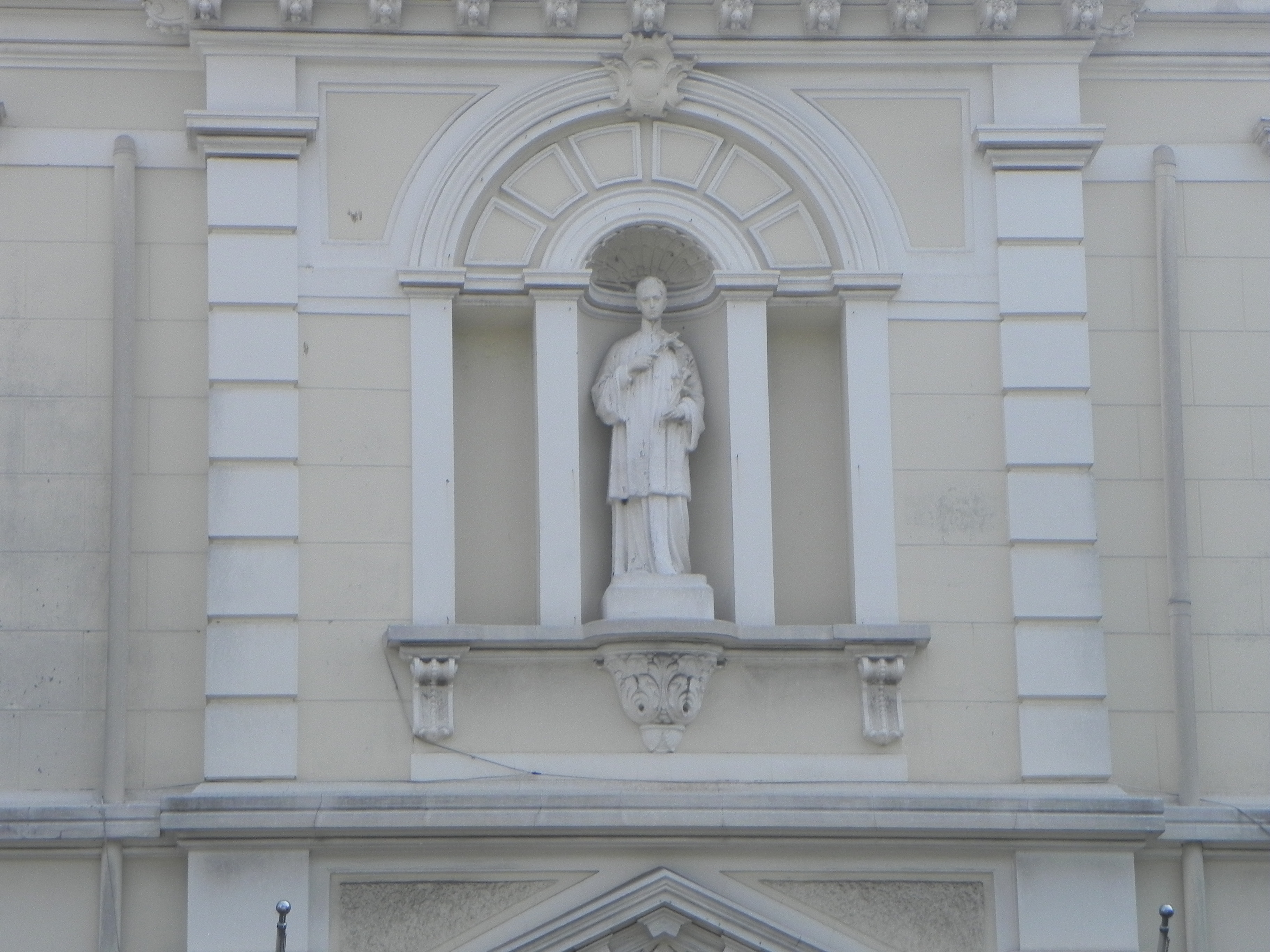
Monumento na fachada do imóvel

Atualmente, no conjunto de prédios funciona o Centro de Formação Sagrada Família que faz parte da Rede Santa Paulina de Hospitalidade e atua como um local para hospedagem e eventos ligados à espiritualidade. Focado em retiros, encontros, assembleias e eventos corporativos.
São atendidos diariamente em torno de 280 crianças e adolescentes que apresentam vulnerabilidade e risco, o objetivo é de oferecer proteção social, favorecer a conquista da autonomia, protagonismo e cidadania, que ajuda no fortalecimento de vínculos com a família e a comunidade.
O prédio também abriga o Memorial Santa Paulina dedicado à Amábile Lúcia Visintainer (Santa Paulina), primeira santa do Brasil. No espaço estão expostos materiais sobre a trajetória de Santa Paulina, como objetos pessoais e históricos. O memorial é aberto à visitação de terça à sábado das 13h às 17h e aos domingo e feriados das 10h às 17h. Na Capela "Sagrada Família e Santa Paulina", além da celebração mensal em homenagem à Santa Paulina, estão depositados os restos mortais da santa.
A Congregação das Irmãzinhas da Imaculada Conceição é responsável por manter o imóvel e preservar as características históricas, arquitetônicas e culturais do patrimônio histórico.

## Suas ações
Nos dias de hoje, a o Educandário Sagrada Família visa a assistência social e o cuidado de crianças em estado de fragilidade, durante os horários contrários da escola que elas devem estar matriculadas. O Educandário propõe diversas maneiras para as crianças adquirirem autonomia, cidadania e protagonismo, com atividades que tem fins educativos. Além disso, eles incluem o Programa Ciranda da Vida, que tem por objetivo o estímulo afetivo na relação entre as crianças que frequentam o local e suas famílias, que devem estar presentes em suas vidas, acompanhando o desenvolvimento e crescimento.

## Galeria de fotos

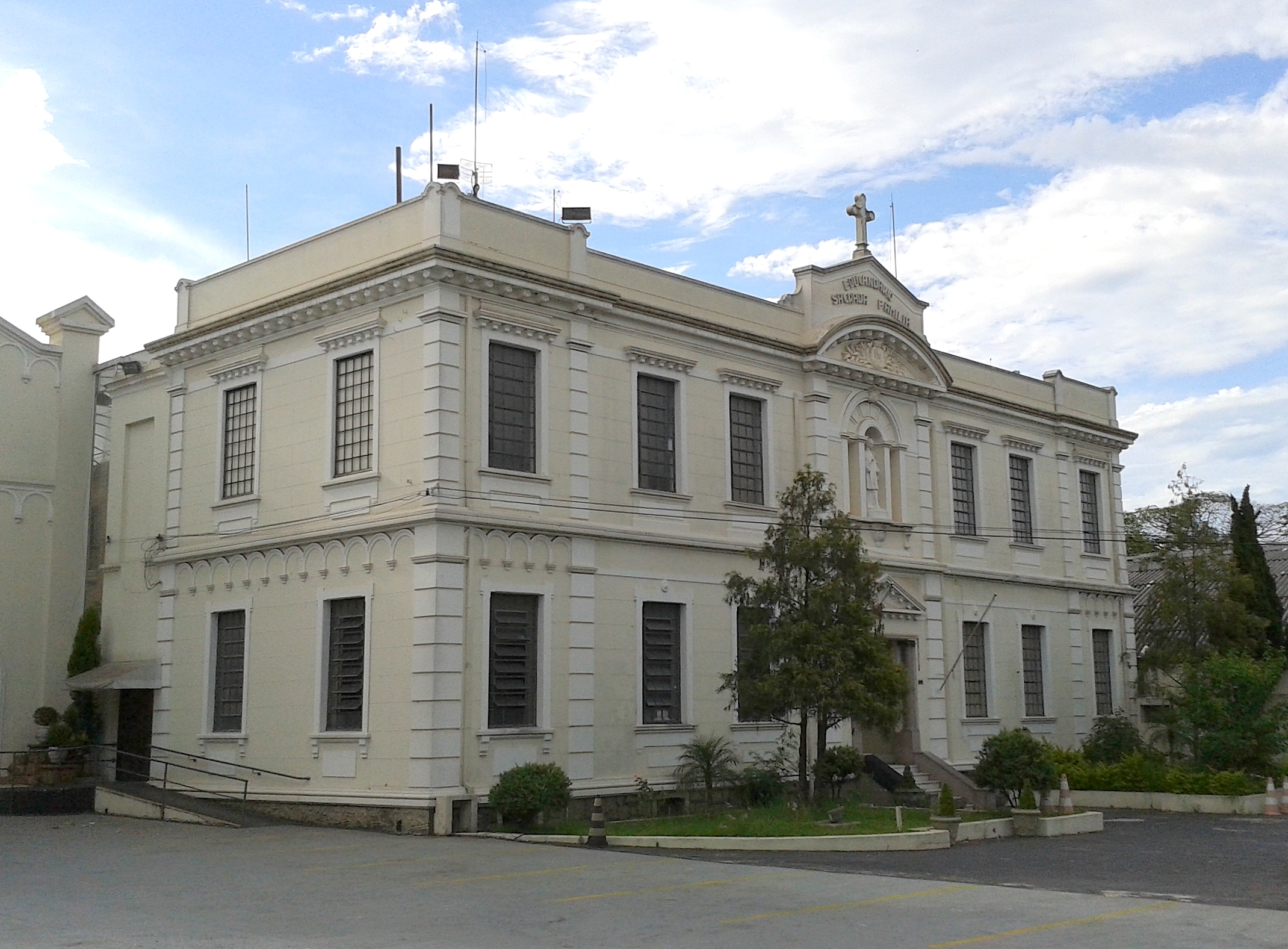
Vista lateral do Educandário
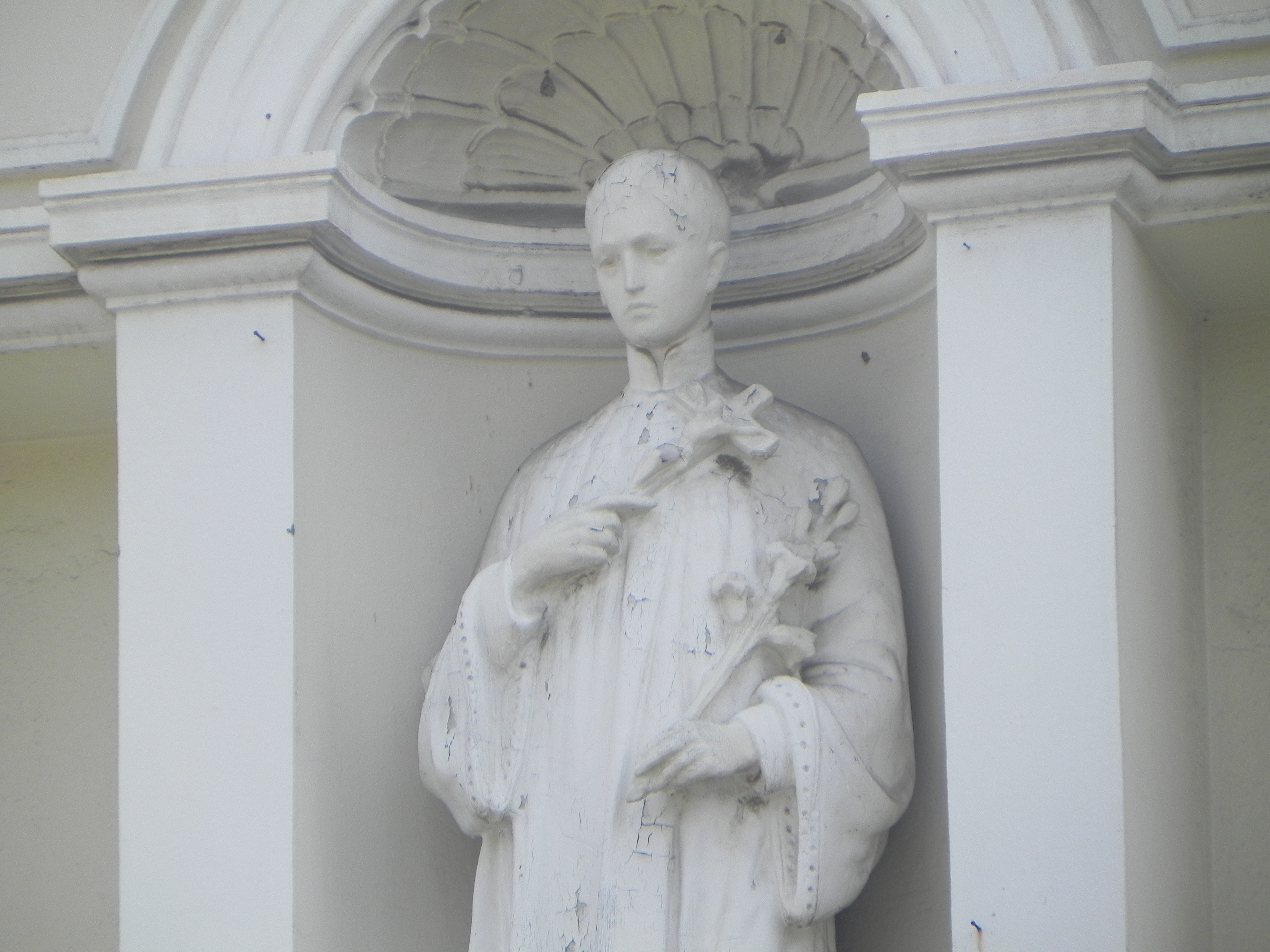
Monumento na facada do prédio
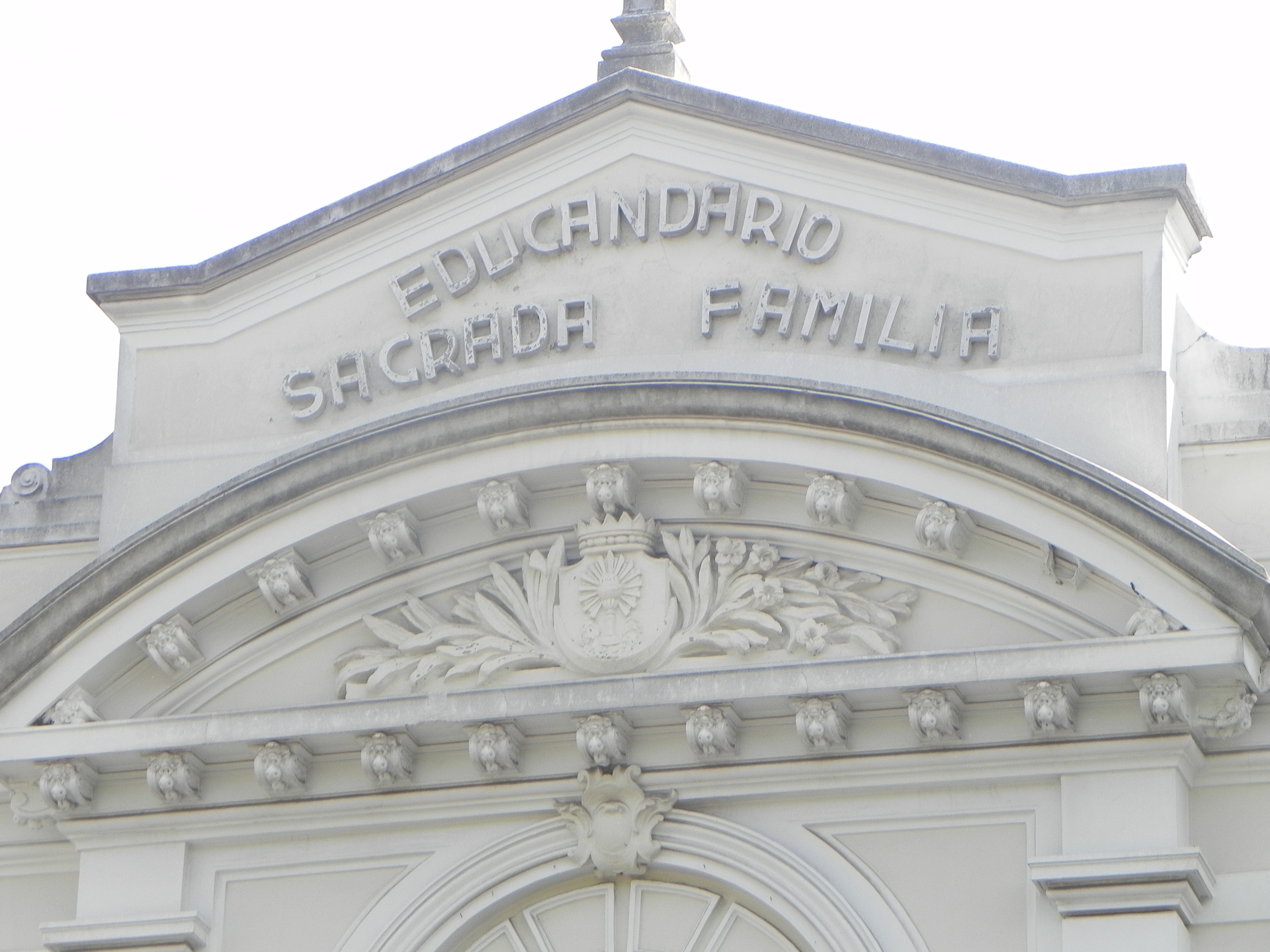
Detalhes da edificação
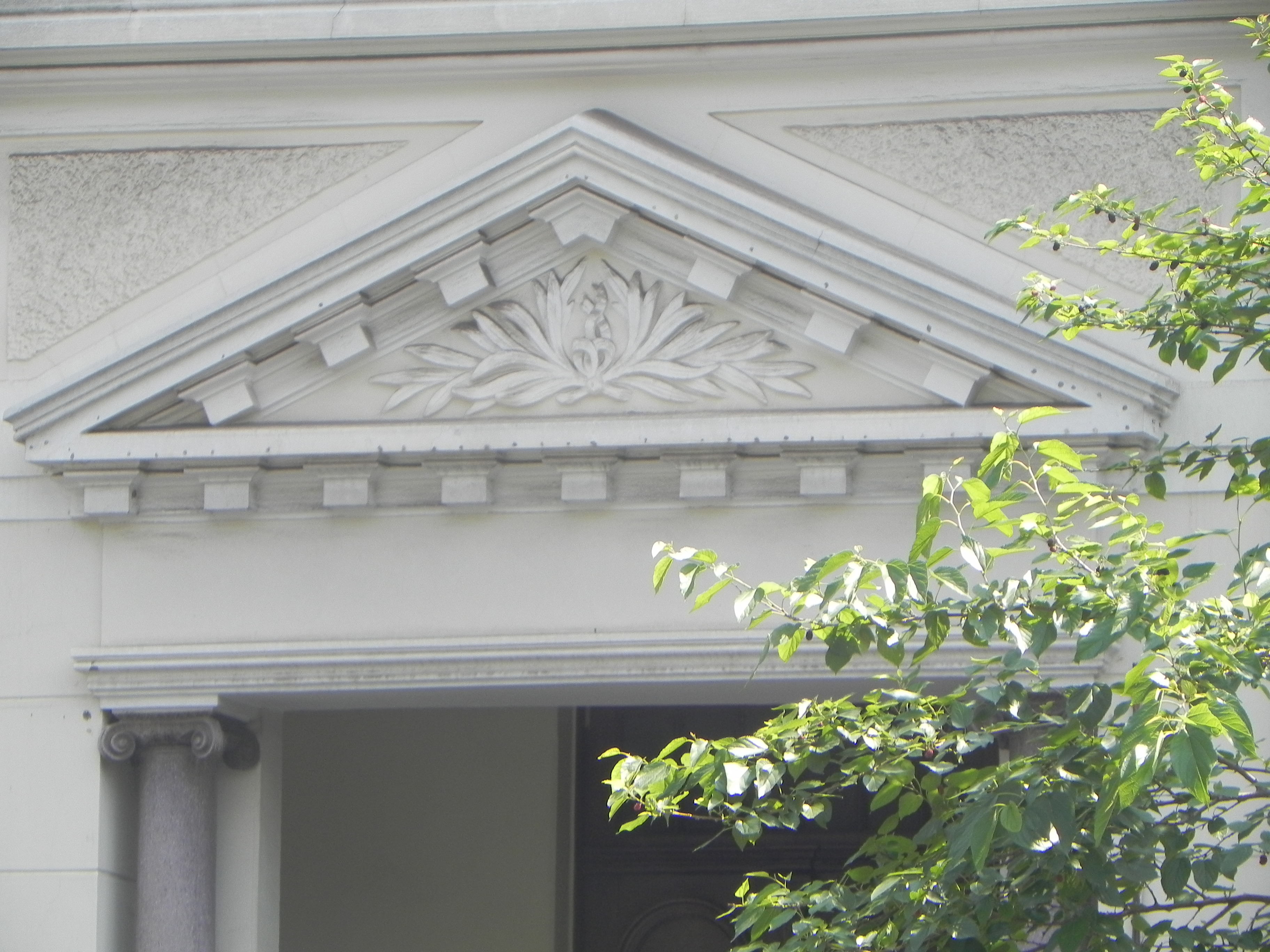
Ornamento arquitetônico do prédio
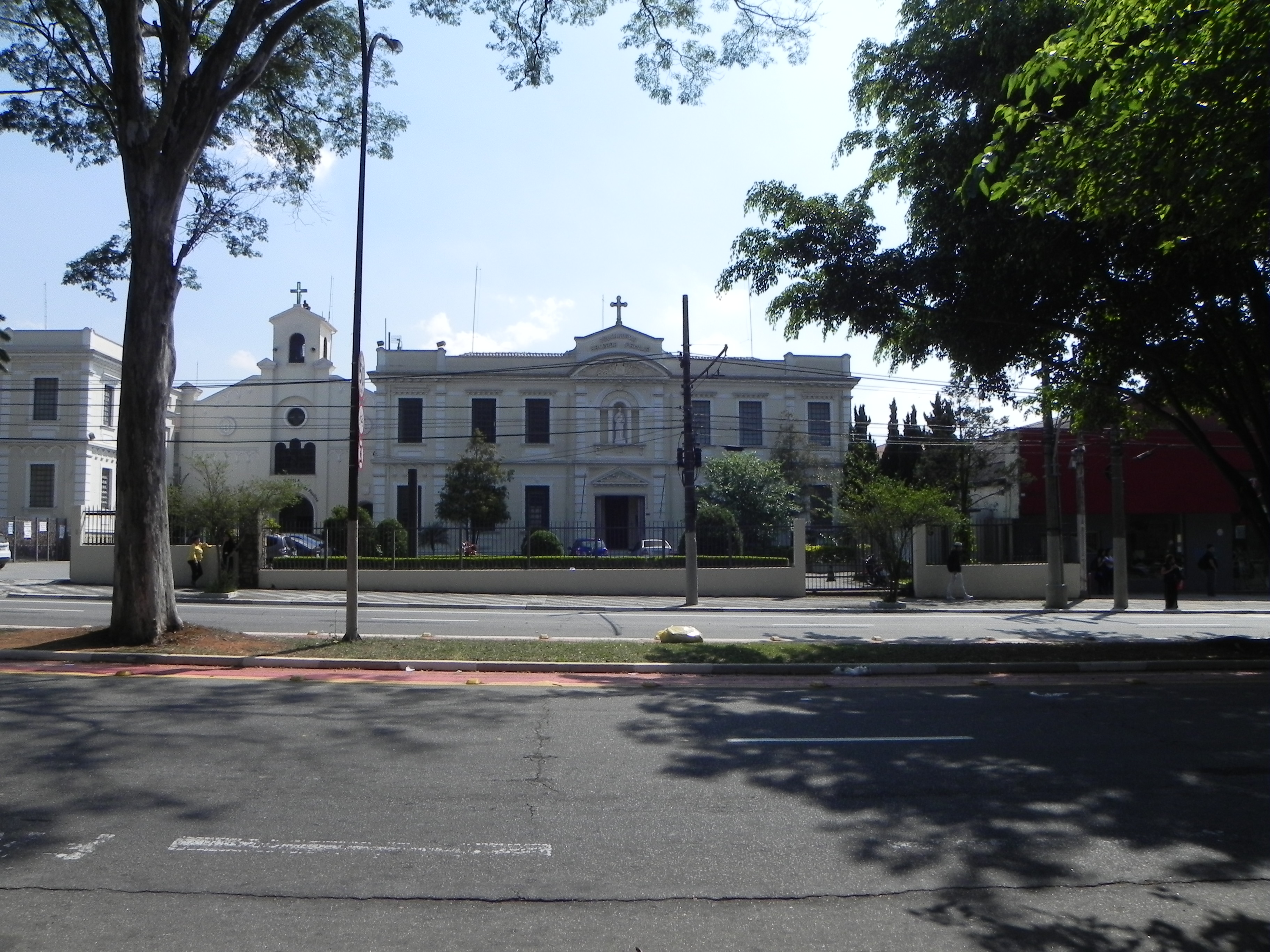
Vista da Capela e do Educandário da Avenida Nazaré
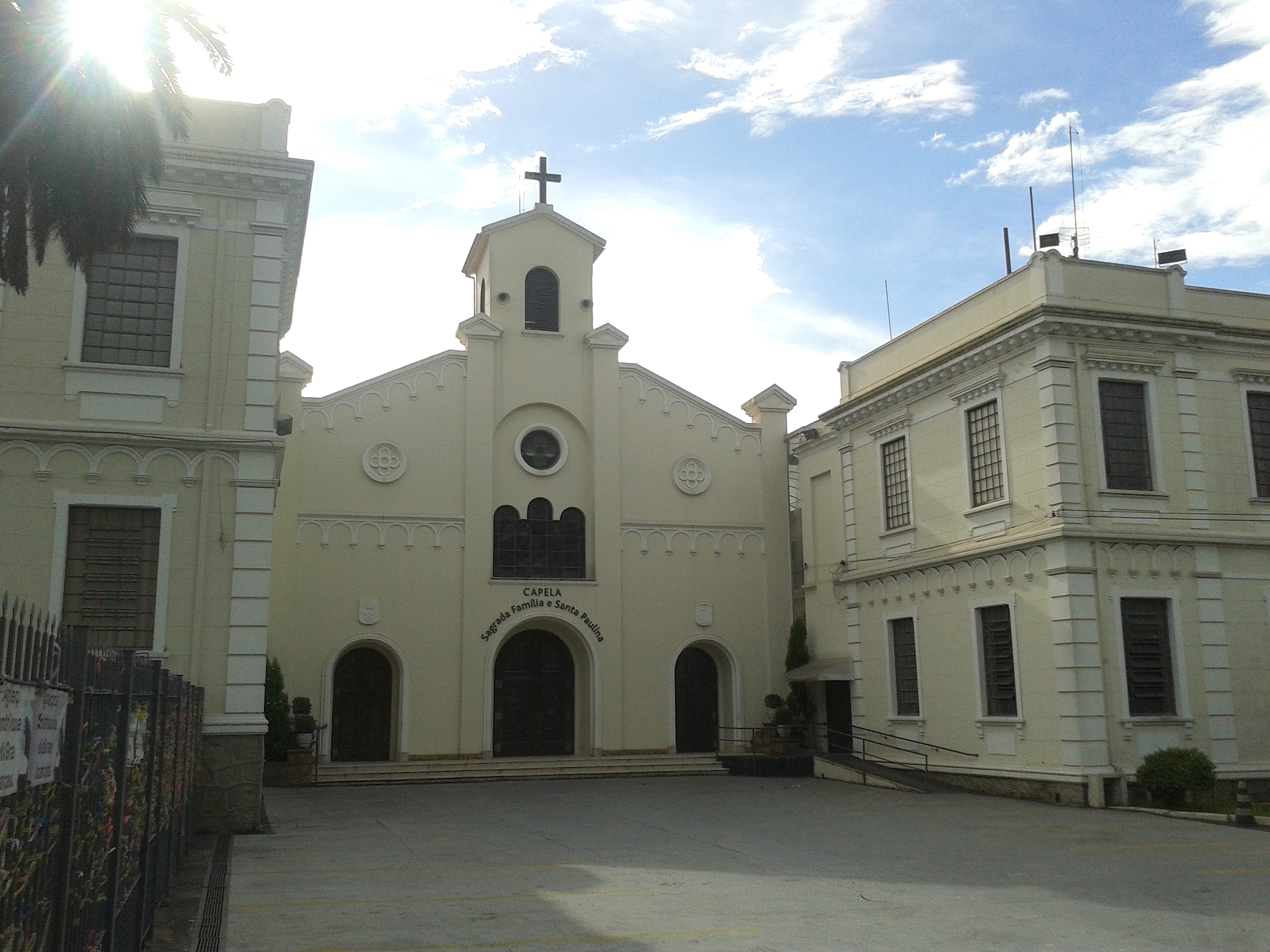
Capela "Sagrada Família e Santa Paulina" que liga o conjunto de prédios